# Severed Ties
Severed Ties è l'album di debutto del gruppo musicale australiano The Amity Affliction, pubblicato il 4 ottobre 2008 dalla Boomtown Records.

## Tracce
1. I Heart Roberts' (feat. Helmet Roberts) – 3:33
2. B.D.K.I.A.F. – 3:16
3. Snitches Get Stitches (feat. Lochlan Watt) – 3:20
4. Do You Party? – 3:01
5. Poison Pen Letters – 4:10
6. Fruity Lexia – 3:30
7. So You Melted... (feat. Matthew Wright) – 2:48
8. Jesse Intense (feat. Michael Crafter and Matthew Wright) – 4:12
9. The Blair Snitch Project – 3:41
10. Love Is a Battlefield (Pat Benatar cover) – 3:54
11. Stairway to Hell (feat. JJ Peters) – 4:29

## Formazione
The Amity Affliction
- Joel Birch – voce death
- Ahren Stringer – voce melodica, basso
- Troy Brady – chitarra solista
- Chris Burt – chitarra ritmica
- Trad Nathan – tastiera
- Ryan Burt – batteria, percussioni

Altri musicisti
- Helmet Roberts – voce in I Heart Roberts'
- Lochlan Watt – voce in Snitches Get Stitches
- Matthew Wright – voce in So You Melted... e Jesse Intense
- Michael Crafter – voce in Jesse Intense
- JJ Peters – voce in Stairway to Hell

## Classifiche
| Classifica (2008) | Posizione massima |
| ----------------- | ----------------- |
| Australia         | 26                |